# Vuelo 431 de Kenya Airways
El vuelo 431 de Kenya Airways era un servicio de pasajeros programado internacional Abiyán (Costa de Marfil) - Lagos (Nigeria) - Nairobi (Kenia). El 30 de enero de 2000, el Airbus A310-304 que realizaba el vuelo se estrelló en el mar frente a la costa de Costa de Marfil, poco después de despegar del Aeropuerto Port Bouet. Había 179 personas a bordo, de las cuales 169 eran pasajeros. Solo diez personas sobrevivieron en lo que fue el primer accidente fatal de Kenya Airways y el accidente más mortal que involucró al Airbus A310.
Fue el desastre aéreo más grave de 2000.

## Aeronaves y pilotos
La aeronave involucrada en el accidente era un Airbus A310-304 de 13 años y 7 meses, matrícula 5Y-BEN, llamado Harambee Star. con número de serie 426, el fuselaje entró en servicio con Kenya Airways en septiembre de 1986. La aeronave había registrado 58,115 horas de vuelo en el momento del accidente. Estaba propulsado por dos motores GE CF6-80C2A2. Los números de serie de los motores de babor y estribor eran 690,120 y 690,141, respectivamente; antes del accidente, habían acumulado 43.635 y 41.754 horas de vuelo, respectivamente.
El vuelo estuvo bajo el mando del capitán Paul Muthee, de 44 años, un oficial experimentado que había registrado 11.636 horas de vuelo en el momento del accidente, 1.664 en un Airbus A310. Calificó como piloto de A310 el 10 de agosto de 1986, y también obtuvo calificaciones para Boeing 737-300, Boeing 737-200, Fokker 50 y Fokker 27, así como varios aviones pequeños. El primer oficial era Lazaro Mutumbi Mulli, de 43 años, que tuvieron 7.295 horas de vuelo, 5.768 en un A310. Ambos pilotos habían realizado cuatro aterrizajes y cuatro despegues en el tipo en el aeropuerto de Abiyán; su último despegue del aeropuerto tuvo lugar el día del accidente. El primer oficial Mulli era el piloto que volaba en el vuelo del accidente.
El fuselaje quedó completamente destruido por el impacto.

## Accidente
El vuelo se originó en Nairobi como Vuelo KQ430 y debía aterrizar en Abiyán después de una escala en Lagos. Muchos nigerianos que viajaron a Dubái para realizar compras libres de impuestos utilizaron este vuelo. En este día, después de ser retenido sobre Lagos, el vuelo continuó directamente a Abiyán debido a las malas condiciones climáticas locales. Más específicamente, los vientos harmattan que soplan hacia el sur desde el Sahara hicieron que los cielos sobre Lagos fueran inusualmente brumosos ese día, y todos los vuelos entrantes en el aeropuerto de Lagos se detuvieron. Después de una escala de tres horas, el avión despegó hacia Lagos a las 21:08 GMT. Sin embargo, pocos segundos después del despegue, en el momento en que el primer oficial solicitó que se retirara el tren de aterrizaje, sonó la advertencia de pérdida en la cabina. El tren de aterrizaje permaneció abajo. En respuesta, la tripulación puso la aeronave en un descenso controlado. El primer oficial le dijo al capitán que silenciara la advertencia de pérdida. El sistema de advertencia de proximidad al suelo (GPWS) sonó brevemente, aunque el radio altímetro envió advertencias segundos después, cortando la advertencia GPWS. Entonces sonó la advertencia maestra que indicaba que la aeronave estaba superando la velocidad, momento en el que el capitán gritó, "sube", pero la aeronave descendía demasiado rápido para recuperarse. La aeronave se estrelló contra el Océano Atlántico, a 2 kilómetros (1,2 millas; 1,1 millas náuticas) al este del aeropuerto, frente a la costa de Costa de Marfil. Después del accidente, la aerolínea estableció un centro de crisis en el Hotel InterContinental de Nairobi.
Este fue el primer accidente fatal de Kenya Airways.

## Pasajeros y tripulación

Plano de asientos del vuelo 431 que muestra la ubicación de los supervivientes y el equipo.

Hubo 169 bajas, de las 179 personas a bordo del avión. Se informó que la mayoría de los pasajeros y la tripulación eran nigerianos. Dos de los tripulantes a bordo trabajaban para KLM. Las 168 personas que perdieron la vida cuyas nacionalidades se conocen procedían de 33 países; no se determinó la nacionalidad de otra víctima fallecida.
Los operadores de lanchas motoras y los pescadores extrajeron al menos a siete de los supervivientes del agua. De esos supervivientes, tres eran nigerianos, uno era keniano, uno era gambiano, uno era indio y uno era ruandés. Un superviviente, un francés, nadó casi 2 kilómetros (1,2 millas) hasta la orilla. De los 12 sobrevivientes iniciales, dos murieron en el hospital. De los diez supervivientes finales, nueve recibieron heridas graves y uno recibió heridas leves. Cuatro sobrevivientes sufrieron quemaduras de primer grado por contacto con combustible de avión en el agua. Toda la tripulación de diez personas murió en el accidente.
El Centro Médico del Hospital Universitario de Treichville en Abiyán examinó al fallecido. El centro identificó 103 de los cuerpos y no pudo identificar los otros 43. De los fallecidos, se establecieron las siguientes causas de muerte: 108 murieron por lesiones politraumáticas graves, 22 murieron por una combinación de ahogamiento y lesiones politraumáticas graves y 15 murieron únicamente por ahogamiento. El hospital no pudo determinar las lesiones sufridas por uno de los 146 cuerpos. Según los informes de la autopsia, una desaceleración violenta o una acción de torsión o corte resultó en las lesiones. Cuarenta y tres de los fallecidos sufrieron quemaduras de primer grado por contacto con el combustible del avión derramado en el agua. Los pilotos murieron por lesiones politraumáticas; también recibieron quemaduras de primer grado por el combustible del avión.
Hasta la fecha, el accidente es el más mortal que involucra al Airbus A310.

## Investigación
El Bureau d'Enquêtes et d'Analyses pour la Sécurité de l'Aviation Civile (BEA), la autoridad de investigación de accidentes de Francia, ayudó en la búsqueda de los registradores de vuelo. La Junta de Seguridad en el Transporte de Canadá analizó los registradores de seguridad de vuelo. El Ministerio de Transporte de la República de Costa de Marfil publicó el informe de accidente original en francés. La BEA publicó su versión en inglés del informe.
La secuencia de eventos fue la siguiente:
- Una advertencia de pérdida errante suena inmediatamente después del despegue.
- El piloto pone la aeronave en descenso.
- La tripulación no aplica la máxima potencia del motor.
- La advertencia de proximidad al suelo no suena porque la advertencia de pérdida tiene prioridad.
- Suena la advertencia de exceso de velocidad.
- El Capitán da la orden de subir.
- La aeronave choca con el mar.

El informe señaló que al despegar después del anochecer, hacia el mar, los pilotos carecían de referencias visuales, y recomendó que para las tripulaciones de aeronaves en las que es probable que se produzcan falsas advertencias de pérdida, la habilitación de tipo y la capacitación posterior deben incluir formas de reconocer y gestionar dichas falsas advertencias cuando cerca del suelo.

## Consecuencias
Kenya Airways compensó a las familias de 60 nigerianos fallecidos; cada familia recibió US $ 130.000 (equivalente a 187.707$ en 2019).

## Galería

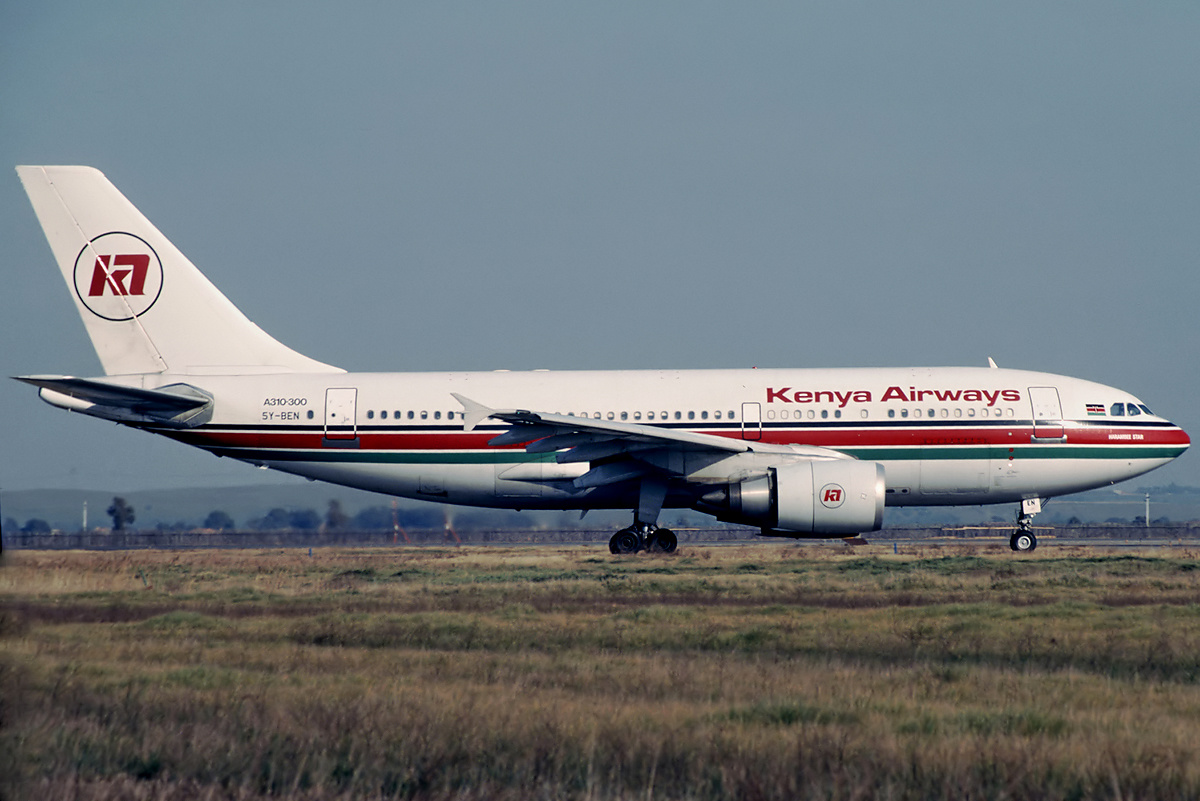
El avión involucrado en el accidente fotografiado en marzo de 1993.
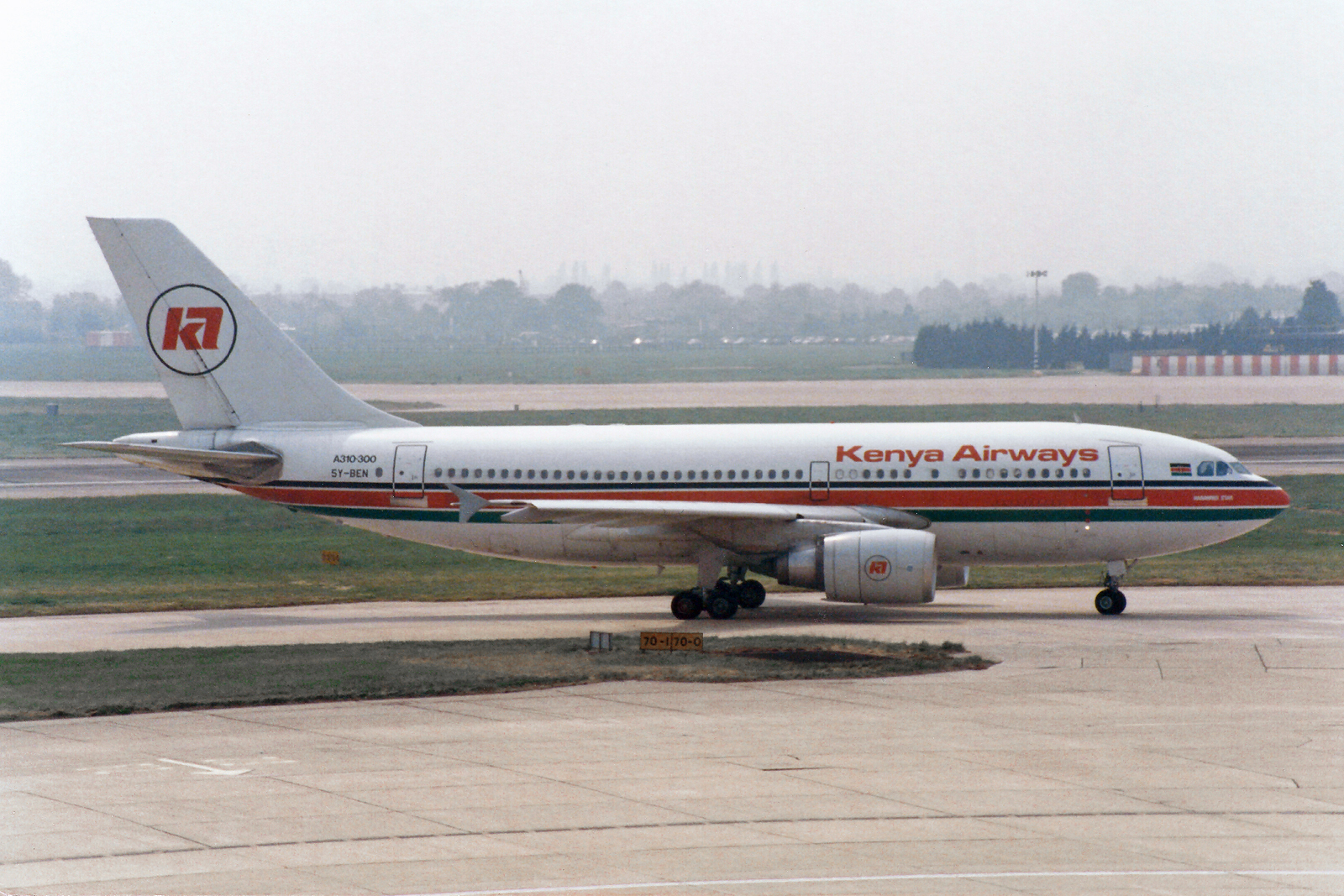
El avión accidentado fotografiado en mayo de 1995.